# Un Día Normal
"Un Día Normal" (ang. A Normal Day) – drugi album kolumbijskiego muzyka Juanesa, wydany 21 maja 2002 roku. Album wyprodukowany został przez Gustavo Santaolalla.
Płyta okazała się sukcesem w Ameryce Łacińskiej. Zdobyła złoto w Kolumbii podczas pierwszego dnia sprzedaży, a także platynę i multiplatynę Stanach Zjednoczonych, Meksyku i Hiszpanii. Album spędził 92 tygodnie w pierwszej dziesiątce na liście Billboard Top Latin Albums, ustanawiając nowy rekord sprzedaży.
Na płycie znajduje się utwór pt. "Fotografía" nagrany w duecie z kanadyjką Nelly Furtado. Sam Juanes jest autorem wszystkich piosenek na albumie z wyjątkiem ostatniego utworu, "La Noche", który został napisany przez Joego Arroyo.
Album zdobył sześć Latin Grammy Awards. Jedną w 2002 roku za utwór "A Dios le Pido" (Najlepsza Piosenka Rock) a pozostałe pięć w 2003; Album Roku, Najlepszy Album Rockowy, Piosenka Roku i Nagranie Roku ("Es Por Ti"), Najlepsza Piosenka Rock ("Mala Gente").

## Utwory zawarte na płycie
1. "A Dios le Pido" – 3:25
2. "Es Por Ti" – 4:10
3. "Un Día Normal" – 3:42
4. "La Paga" – 3:25
5. "La Única" – 3:04
6. "Luna" – 3:33
7. "Día Lejano" – 3:32
8. "Mala Gente" – 3:16
9. "Fotografía" (with Nelly Furtado) – 3:58
10. "Desde Que Despierto" – 3:54
11. "La Historia de Juan" – 3:38
12. "La Noche" – 2:58

## Wykresy
| Notowania                       | Pozycja |
| ------------------------------- | ------- |
| U.S. Billboard Top Latin Albums | 1       |
| U.S. Billboard Latin Pop Albums | 1       |
| U.S. Billboard Top Heatseekers  | 1       |